# Sciophila festiva
Sciophila festiva är en tvåvingeart som beskrevs av Zaitzev 1982. Sciophila festiva ingår i släktet Sciophila och familjen svampmyggor.
Artens utbredningsområde är Northwest Territories, Kanada. Inga underarter finns listade i Catalogue of Life.